# Raising Genius
Raising Genius (título de trabalho Bathroom Boy) é um filme de comédia estadunidense de 2004, escrito por Linda Voorhees e co-dirigido por ela com Bess Wiley. O filme é estrelado por Justin Long, Wendie Malick, Ed Begley, Jr., Stephen Root, Danica McKellar, Mark DeCarlo, Tippi Hedren, Shirley Jones, Clint Howard, e Sam Huntington. Foi selecionado para o Festival du Film de Paris, França, em 2005, e também exibido no Waterfront Film Festival em South Haven, Michigan, em 2005.

## Sinopse
Nancy Nestor (Wendie Malick) é a esposa e mãe perfeita agora em seu juízo quando seu filho gênio adolescente Hal (Justin Long) se trava no banheiro por meses para trabalhar em uma equação matemática que envolve o estudo de Lacy Baldwin (Danica McKellar), uma líder de torcida ao lado, enquanto ela pula para cima e para baixo em um trampolim. O marido de Nancy, Dwight (Stephen Root), está envolvido demais com suas preocupações mesquinhas para ajudá-la. Quando um roubo leva a polícia para inspecionar a cena do crime, eles encontram Hal trancado no banheiro e suspeitam que ele está sendo mantido contra sua vontade e ligam para o Serviço Social.

## Elenco
- Justin Long como Hal Nestor
- Wendie Malick como Nancy Nestor
- Ed Begley Jr. como Dr. Curly Weeks
- Stephen Root como Dwight Nestor
- Danica McKellar como Lacy Baldwin
- Megan Cavanagh como Charlene Hobbs
- Mark DeCarlo como oficial Hunter
- Tippi Hedren como Babe
- Clint Howard como Mr. Goss
- Sam Huntington como Bic
- Shirley Jones como tia Sis
- Joel David Moore como Rolf
- Travis Wester como Rudy
- J. Bretton Truett como Dr. Van Heizen